# 要法寺
要法寺（ようぼうじ）は、京都市左京区にある日蓮本宗の大本山の寺院。山号は多宝富士山。本尊は十界曼荼羅。日興の法脈を継承する富士門流に属し、静岡県駿東地方に分布する富士五山や、保田妙本寺、伊豆実成寺とともに、同門流の興門八本山を構成している。

## 概要
開山は日尊で京都に法華堂を建立したのに始まる。その後、日辰により上行院と住本寺を統合して要法寺が建立された。日蓮本宗は、宗祖日蓮、二祖日興、三祖日目、日尊は日蓮本宗第4代である。市街地の中に1万3500平方mの境内をもち、歴史ある建築が並ぶ。墓地には藤原真夏を祖とする日野家及びその支流である外山家の墓碑がある。

## 歴史
諸国を遍歴していた日尊が、延慶元年（1308年）に京に法華堂を開いた。これが当寺の始まりであるという。正慶2年/元弘3年（1333年）の春、日尊は師の日目に随って天奏（天皇に仏法を説くこと）にのぞむこととなり京に向かっていたが、その途中美濃国垂井で日目が遷化した。しかし、日尊は師の意志を継いで入洛を行い、翌元弘4年/建武元年（1334年）の春に後醍醐天皇に天奏を行った。その功績によって皇室より六角油小路に寺地を寄進され、延元元年/建武3年（1336年）に日尊は六角油小路に法華堂を開いている。これが後の上行院である。興国3年（1342年）10月13日、日尊は会津の実成寺から弟子の日印を招いて上行院を授けている。
興国6年（1346年）5月8日、六角上行院の開山である（要法寺4代）太夫阿日尊が81歳で寂す。
正平17年（1362年）に日尊のもうひとりの弟子・日大が、冷泉西洞院に法華堂を建立する。これが後の住本寺である。上行院と住本寺は同じく日尊の弟子が住職を務めたが、当初から犬猿の仲であったとされる。
天文5年（1536年）に、比叡山延暦寺によって行われた天文法乱により、上行院や住本寺を始めとする法華宗の21本山が焼き討ちされて全焼した。法華宗徒は京を追われ堺へ避難した。
しかし、天文17年（1548年）に法華宗徒の京への帰洛が許されると、それぞれ焼失した寺院の再建に取り掛かっている。この際、住本寺の広蔵院日辰が上行院と住本寺を統合することを提案して新寺法条目15個条を定めて新たな寺院を建てることとなり、天文19年（1550年）に五条坊門堀川に要法寺が建立された。その功績によって日辰が住職を務める。
豊臣秀吉の命により、天正19年（1591年）に京極二条東（現・寺町二条）に移転する。
江戸時代中期の宝永5年（1708年）に宝永の大火で焼失し、宝暦9年（1759年）にも火事の被害にあっている。
天明3年（1783年）に要法寺末寺の岐阜の寺院が仏像を撤廃した。こうした動きから寛政7年（1795年）に名古屋の本圀寺末寺の寺院によって、要法寺は「新義異流」であるとして江戸幕府に告発された（寛政法難）。しかし、寛政9年（1797年）に要法寺側は新義にあらず富士門流の立義であると主張したが、同じ富士門流である大石寺側は「富士の立義、教式は要法寺とは無関係」と答申している。文化4年（1807年）に京の法華宗15本山側と仏像の安置を条件として最終的に合意して落ち着いた。
1876年（明治9年）に、末寺84ヶ寺とともに富士門流の統一教団日蓮宗興門派の結成に参加した。1899年（明治32年）に日蓮宗興門派は本門宗に改称する。
1915年（大正4年）、要法寺は再び仏像を撤廃した。
1941年（昭和16年）に本門宗は一致派の日蓮宗、勝劣派の顕本法華宗とともに三派合同を行い、新たに日蓮宗を結成した。本門宗の本山・末寺は日蓮宗の内部で本門宗の前管長由比日光を会長として興統法縁会を結成している。
1950年（昭和25年）12月、要法寺は旧末寺50ヶ寺とともに日蓮宗から独立し、日蓮本宗を結成するが、旧末寺34ヶ寺は日蓮宗に残留した。うち島根県内の旧末寺20数ヶ寺は興統法縁会島根尊門会を組織している。

## 歴代住職
| 代           | 日号            | 阿闍梨号・院号    | 御遷化年月日                                                 | 享年 | 備考                                                                                           |
| ------------ | --------------- | ----------------- | ------------------------------------------------------------ | ---- | ---------------------------------------------------------------------------------------------- |
| 宗祖         | 日蓮            |                   | 弘安5年10月13日（1282年）                                    | 61歳 | 武蔵・池上にて御入滅                                                                           |
| 2祖          | 日興            | 白蓮阿闍梨        | 元弘3年2月7日（1333年）南朝 正慶2年2月7日（1333年）北朝      | 88歳 | 上条大石寺建立 北山本門寺建立                                                                  |
| 3祖          | 日目            | 新田卿阿闍梨      | 元弘3年11月15日（1333年）南朝 正慶2年11月15日（1333年）北朝  | 74歳 | 美濃・垂井にて御遷化                                                                           |
| 4祖          | 日尊            | 大夫阿闍梨        | 興国6年5月8日（1345年）南朝 康永4年5月8日（1345年）北朝      | 81歳 | 本山御開山 36箇寺建立                                                                          |
| 5祖          | 日尹 上行院5代  | 葦名阿闍梨        | 文中2年4月27日（1373年）南朝 応安6年4月27日（1373年）北朝    |      | 岩代・妙蔵寺開基。                                                                             |
| 5祖          | 日大 住本寺5代  | 畠山阿闍梨        | 正平24年2月12日（1369年）南朝 応安2年2月12日（1369年）北朝   | 61歳 | 山城・住本寺 出雲・妙傳寺開山 出雲・多寶寺、中林寺、本壽寺、本覺寺、妙福寺開基 出雲・安養寺2代 |
| 6祖          | 日圓 上行院6代  | 宰相阿闍梨 是妙院 | 正平9年11月26日（1354年）南朝 文和3年11月26日（1354年）北朝  |      | 岩代・蓮昌寺開山                                                                               |
| 6祖          | 日源 住本寺6代  | 本是院            | 応永9年6月10日（1402年）                                     |      | 岩代・東榮寺3代 岩代・妙泉寺開基 出雲・安養寺3代                                               |
| 7祖          | 日從 上行院7代  | 近江阿闍梨        | 正平6年2月4日（1351年）南朝 観応2年12月4日（1351年）北朝     |      |                                                                                                |
| 7祖          | 日元 住本寺7代  | 壽量院            | 応永27年7月18日（1420年）                                    |      | 岩代・東榮寺4代                                                                                |
| 8祖          | 日得 上行院8代  | 京極阿闍梨        | 建徳元年11月13日（1370年）南朝 応安3年11月13日（1370年）北朝 |      |                                                                                                |
| 8祖          | 日長 住本寺8代  | 法性院            | 応永28年3月21日（1421年）                                    |      | 山城・法性院開基                                                                               |
| 9祖          | 日嚴 上行院9代  | 蓮妙阿闍梨        | 正平22年4月18日（1367年）南朝 貞治6年4月18日（1367年）北朝   |      | 山城・實成院開基 岩代・東榮寺2代                                                               |
| 9祖          | 日襌 住本寺9代  | 本源院            | 宝徳2年1月12日（1450年）                                     |      | 出雲・妙傳寺5代                                                                                |
| 10祖         | 日遵 上行院10代 | 河内阿闍梨        | 天文4年8月7日（1535年）                                      |      |                                                                                                |
| 10祖         | 日廣 住本寺10代 | 蓮乗阿闍梨        | 長享元年1月28日（1487年）                                    |      |                                                                                                |
| 11祖         | 日法 住本寺11代 | 堀川阿闍梨        | 永正13年1月28日（1516年）                                    | 75歳 | 山城・本経寺開基                                                                               |
| 12祖         | 日在 住本寺12代 | 西京阿闍梨        | 弘治元年10月25日（1555年）                                   | 80歳 | 天文法華の乱 上行院・住本寺合併                                                                |
| 13祖         | 日辰            | 広蔵院            | 天正4年12月15日（1576年）                                    | 69歳 | 本山中興の祖 山城・妙種院開基                                                                  |
| 14祖         | 日賙            | 実蔵院            | 慶長13年2月16日（1608年）                                    | 63歳 | 山城・慧光院開基                                                                               |
| 15祖         | 日性            | 円智院            | 慶長19年2月26日（1614年）                                    | 61歳 | 山城・本地院 河内・本性寺開基                                                                  |
| 16祖         | 日恩            | 大雄院            | 寛永6年11月23日（1629年）                                    | 78歳 | 河内・住本寺開基                                                                               |
| 17祖         | 日堯            | 実成院            | 元和6年6月26日（1620年）                                     | 56歳 | 摂津・本成寺開基 摂津・蓮興寺2代 安芸・長遠寺開山                                              |
| 18祖         | 日陽            | 本寿院            | 寛永15年6月9日（1638年）                                     | 67歳 | 出雲・妙傳寺13代                                                                               |
| 19祖         | 日成            | 智見院            | 寛永17年6月21日（1640年）                                    | 71歳 |                                                                                                |
| 20祖         | 日瑤            | 慧光院            | 寛永16年12月18日（1639年）                                   | 60歳 | 山城・慧光院2代                                                                                |
| 21祖         | 日體            | 真如院            | 慶安4年11月14日（1651年）                                    | 67濟 | 山城・眞如院開基 山城・本経寺11代 佐渡・本典寺開基 佐渡・本行寺開基                            |
| 22祖         | 日祐            | 本地院            | 寛文2年12月7日（1662年）                                     | 60歳 | 山城・本地院3代                                                                                |
| 23祖         | 日詮            | 妙種院            | 延宝6年8月25日（1678年）                                     | 67歳 |                                                                                                |
| 24祖         | 日饒            | 知三阿闍梨        | 貞享4年11月21日（1687年）                                    | 64歳 | 山城・妙種院4代                                                                                |
| 25祖         | 日舒            | 随進院            | 正徳2年6月26日（1712年）                                     | 67歳 | 岩代・本法寺11代                                                                               |
| 26祖         | 日眷            | 本住院            | 享保12年3月25日（1727年）                                    |      |                                                                                                |
| 27祖         | 日奠            | 出雲阿闍梨        | 寛延3年6月22日（1750年）                                     | 67歳 | 山城・本地院7代                                                                                |
| 28祖         | 日全            | 豊前阿闍梨        | 宝歴12年8月9日（1762年）                                     | 57歳 | 山城・本地院9代                                                                                |
| 29祖         | 日慈            | 蓮昌院            | 安永3年8月23日（1774年）                                     | 62歳 | 摂津・本性寺8代 山城・本地院11代                                                               |
| 30祖         | 日良            | 和泉阿闍梨        | 寛政3年6月19日（1791年）                                     | 66歳 | 摂津・三国正福寺10代 山城・本地院13代 山城・妙種院13代                                         |
| 31祖         | 日住            | 本行阿闍梨        | 享和2年3月18日（1802年）                                     | 67歳 | 山城・本行院7代 摂津・本性寺11代                                                               |
| 32祖         | 日立            | 安住阿闍梨        | 文化8年7月22日（1811年）                                     | 60歳 | 丹後・常徳寺16代 山城・本地院18代                                                              |
| 33祖         | 日勝            | 摂津阿闍梨        | 文化7年5月17日（1810年）                                     |      | 山城・妙種院15代                                                                               |
| 34祖         | 日啁            | 肥後阿闍梨        | 弘化2年5月1日（1845年）                                      | 75歳 | 山城・眞如院3代 摂津・蓮興寺19代                                                               |
| 35祖         | 日庸            | 本蓮阿闍梨        | 天保6年12月3日（1835年）                                     | 50歳 | 山城・本行院17代 美濃・大雲寺15代 出雲・妙蔵寺14代                                             |
| 36祖         | 日惠            | 立本阿闍梨        | 弘化3年5月12日（1846年）                                     |      | 山城・妙種院16代 摂津・蓮興寺20代                                                              |
| 37祖         | 日愿            | 原河阿闍梨        | 安政元年9月11日（1854年）                                    |      | 山城・眞如院5代 摂津・蓮興寺21代                                                               |
| 38祖         | 日生            | 朝山阿闍梨        | 慶応3年3月25日（1867年）                                     | 51歳 | 摂津・三国正福寺18代 出雲・慈眼寺18代                                                          |
| 39祖         | 日進            | 精行阿闍梨        | 明治21年7月26日（1888年）                                    | 73歳 | 丹後・常徳寺22代                                                                               |
| 40祖         | 日貫            | 顕本阿闍梨        | 明治21年4月21日（1888年）                                    | 68歳 | 高橋氏 山城・顕壽院13代 丹後・常徳寺23代 岩代・本法寺27代                                      |
| 41祖         | 日周            | 安祥院            | 明治17年3月10日（1884年）                                    | 57歳 | 葦名氏 伊豆・柳瀬實成寺35代 山城・本行院26代                                                   |
| 42祖         | 日守            | 円興院            | 明治39年4月8日（1906年）                                     | 65歳 | 驥尾氏                                                                                         |
| 43祖         | 日珠            | 智見院            | 大正8年10月1日（1919年）                                     | 76歳 | 坂本氏 出雲・妙傳寺30代                                                                        |
| 44祖         | 日海            | 妙高院            | 明治41年8月21日（1908年）                                    | 79歳 | 中田氏 石見・法蔵寺30代 山城・妙種院22代                                                       |
| 45祖         | 日濟            | 霊泉院            | 大正13年10月16日（1924年）                                   | 61歳 | 瀬島氏 羽前・慧光院初代 山城・本行院30代 出雲・妙傳寺31代                                      |
| 46祖         | 日正            | 霊泉阿闍梨        | 昭和17年3月3日（1942年）                                     | 76歳 | 竹部氏 羽前・慧光院2代 山城・本行院35代                                                        |
| 47世（加歴） | 日志            | 智傳院            | 明治15年7月25日（1882年）                                    | 50歳 | 玉野氏                                                                                         |
| 48世（加歴） | 日言            | 宣承院            | 明治41年3月3日（1908年）                                     | 61歳 | 河瀬氏 出雲・妙蓮寺20代                                                                        |
| 49世（加歴） | 日義            | 山城阿闍梨        | 明治43年1月23日（1910年）                                    | 61歳 | 近藤氏                                                                                         |
| 47祖         | 日城            | 閻浮阿闍梨        | 昭和31年8月10日（1956年）                                    | 88歳 | 足立氏 石見・法蔵寺31代 山城・顕壽院20代                                                       |
| 48祖         | 日誨            | 勇圓院            | 昭和42年4月12日（1967年）                                    | 87歳 | 高橋氏 摂津・玉出正福寺25代                                                                    |
| 49祖         | 日認            | 智正阿闍梨        | 昭和63年2月29日（1988年）                                    | 78歳 | 原氏 丹後・常徳寺29代 丹後・妙受寺23代                                                         |
| 50祖         | 日運            | 三承阿闍梨        | 昭和60年11月7日（1985年）                                    | 79歳 | 高見氏 出雲・通園寺14代 出雲・慈眼寺23代                                                       |
| 51祖         | 日有            | 裕乗阿闍梨 裕乘院 | 令和6年2月13日（2024年）                                     | 96歳 | 嘉儀氏 山城・実報寺より晋山                                                                    |
| 52祖         | 日遠            | 如泉阿闍梨 義順院 | 令和6年9月23日（2024年）                                     | 84歳 | 丹治氏 岩代・佛眼寺18代（中興）                                                                |
| 53祖         | 日求            |                   |                                                              |      | 岩崎氏 丹後・長福寺より晋山                                                                    |

## 境内
- 本堂 - 安永3年（1774年）3月15日再建。1987年（昭和62年）から大修理が行われ、1989年（平成元年）10月13日に完了している。扁額「玄宗極地 本時上行 扶桑恵日 長照閻浮」は要法寺三十世日良上人の筆。
- 開山堂 - 天保元年（1830年）11月20日再建。新堂と呼ばれていたが、1915年（大正4年）に開山堂に名称が改められた。1988年（昭和63年）から大修理が行われ、1989年（平成元年）10月に完了した。
- 清涼池
- 救済橋 - 安永7年（1778年）築。
- 鐘楼堂 - 元文2年（1737年）12月再建。梵鐘は正徳元年（1711年）造立。
- 庫裏 - 1996年（平成8年）8月再建。
- 大書院 - 1996年（平成8年）8月再建。
- 対面所 - 1996年（平成8年）8月再建。
- 客殿 - 1996年（平成8年）8月再建。以前の客殿は1780年（安永9年）に建てられたものだったが、1960年（昭和35年）に焼失した。
- 庭園 - 1996年（平成8年）作庭。
- 薬医門（書院門） - 安永8年（1779年）3月建立。
- 西門 - 安政4年（1857年）4月に現在地に移築。そもそもは伏見城の門であったという。1996年（平成8年）8月に修理された。
- 山門 - 享保9年（1724年）4月に現在地に移築。そもそもは伏見城の聚楽門であったという。
- 塔頭
  - 妙種院
  - 真如院
  - 本地院
  - 本行院
  - 顕寿院
  - 実成院
  - 法性院

## 文化財

### 重要文化財
- 金銅蓮華唐草文透彫経箱 - 天文24年（1555年）銘。京都国立博物館寄託。

## 年中行事
- 2月16日 - 宗祖日蓮聖人誕生会
- 4月28日 - 立教開宗会
- 5月8日 - 御開山会
- 10月13日 - 宗祖御会式

## 交通
- 京都市営地下鉄東山駅1番出口　徒歩3分
- 駐車場あり